# Moje žena a jiné katastrofy
Moje žena a jiné katastrofy (v anglickém originále I Think I Love My Wife) je americká filmová komedie z roku 2007. Jejím režisérem byl Chris Rock, který v něm rovněž ztvárnil hlavní roli a spolu s Louisem C.K. napsal scénář. Dále ve filmu hráli Kerry Washingtonová, Gina Torres, Steve Buscemi, Edward Herrmann a další. Jde o remake filmu Po lásce, který v roce 1972 natočil francouzský režisér Éric Rohmer. 
Autorem originální hudby k filmu je jazzový baskytarista Marcus Miller. Premiéru v kinech měl v březnu 2007, v srpnu toho roku vyšel na DVD. Původním režisérem filmu měl být Charles Stone.